# Ајлук
Ајлук је стари обичајни уговор о најму радне снаге, закључиван на дужи временски период, најчешће пола године (у пољопривреди) или на целу годину. Ајлучар је добијао смештај, храну и извесну накнаду у новцу и оделу.
Исто име носи старински облик једног дела најамнине, обрачунаван у новцу и оделу по обављеном послу.
За време Турака и после ослобођења углавном су ајлучили занатлијске калфе, слуге и стални пољопривредни радници. Са развојем капитализма, ајлук се претворио у систем најсуровије експлоатације радника. У Србији су чак и фабрички радници узимани под ајлук.
Ова врста најма практично је престала да постоји код фабричких и занатских радника доношењем Закона о радњама 1910. године. На селу се, међутим, одржао знатно дуже. Ајлук се среће и међу печалбарима, који су запошљавали своје земљаке под ајлук, не поштујући законске прописе о радном времену, надницама и радничком осигурању.